# The Mick
The Mick es una serie de televisión de comedia de situación transmitido en Fox. Kaitlin Olson sirve como productora ejecutiva y además forma parte del elenco principal, de la cual está producida por 20th Century Fox Television. La serie se estrenó el 1 de enero de 2017.
El 21 de febrero de 2017, Fox renovó la serie para una segunda temporada de 13 episodios, que debutó el 26 de septiembre de 2017. En Latinoamérica la primera temporada fue estrenada el 3 de mayo de 2017 en FOX.
El 10 de mayo de 2018, Fox canceló la serie tras dos temporadas.

## Sinopsis
Mackenzie, una irresponsable estafadora, se traslada desde Warwick, Rhode Island a Greenwich, Connecticut. Ella se convierte en el guardián de su sobrina y sobrinos porque son muy ricos y - su distanciada - hermana, Poodle y su marido Christopher han sido detenidos por federales por cargos de fraudes y la evasión de impuestos. Después de un día viendo a los tres niños, Mackenzie decide verlos más seguido cuando Poodle llama para decirle que ella y Christopher están abandonando el país.

## Elenco y personajes

### Principales
- Kaitlin Olson como Mackenzie "Mickey" Molng.
- Sofia Black-D'Elia como Sabrina Pemberton.
- Thomas Barbusca como Chip Pemberton.
- Jack Stanton como Ben Pemberton.
- Scott MacArthur como Jimmy Shepherd.
- Carla Jimenez como Alba Maldonado.

### Recurrentes
- Laird Macintosh como Christopher Pemberton.
- Tricia O'Kelley como Pamela "Poodle" Pemberton (née Molng).
- Arnell Powell como Fred, el Fed(eral) (temp. 1)

### Invitados
- Susan Park como Liz.
- Concetta Tomei como Evelyn Pemberton.
- E. J. Callahan como el colonel Pemberton.
- Kirk Fox como Loan Shark.
- Andy Favreau como Kai.
- Suzanne Whang como el doctor Frenkel.
- John Ennis como Sully.
- Rodney J. Hobbs como el teniente Shields.
- Kevin Will como Omicron.
- Dave Annable como Teddy.
- Paul Ben-Victor como Jerry Berlin.
- Jason Kravits como Barry.
- Sam Pancake como Oliver Fishburn.
- Wayne Wilderson como el director Gibbons.
- Bert Belasco como Dante.
- Jeris Poindexter como Elderly Black Man.
- Mo Gaffney como la directora Rita.
- Izabella Miko como Yulia.
- Christopher Darga como Pit Boss.
- Julie Ann Emery como Karen.
- Griffin Gluck como Dylan.
- Jada Facer como Olivia.
- David Rees Snell como Don.
- Rachel York como la doctora Goodby.
- Brianna Brown como Aimee.
- Michaela Watkins como Trish.
- Lester Speight como Dominic.
- Asif Ali como un guardia de seguridad.
- Cayden Boyd como Matty Pruitt.

## Temporadas
| Temporada | Temporada | Episodios | Estados Unidos           | Estados Unidos     | Latinoamérica       | Latinoamérica        | España               | España              |
| Temporada | Temporada | Episodios | Inicio                   | Final              | Inicio              | Final                | Inicio               | Final               |
| --------- | --------- | --------- | ------------------------ | ------------------ | ------------------- | -------------------- | -------------------- | ------------------- |
|           | 1         | 17        | 1 de enero de 2017       | 2 de mayo de 2017  | 3 de mayo de 2017   | 28 de junio de 2017  | 14 de junio de 2017  | 9 de agosto de 2017 |
|           | 2         | 20        | 26 de septiembre de 2017 | 3 de abril de 2018 | 13 de junio de 2018 | 15 de agosto de 2018 | 6 de febrero de 2018 | 26 de junio de 2018 |

## Producción

### Desarrollo
El piloto fue escrito por Dave Chernin y John Chernin con Randall Einhorn dirigiendo. La serie fue filmada con una sola cámara. Los Chernins, Olson, y Einhorn sirven como productores ejecutivos. El 11 de enero de 2017, Fox ordena cuatro episodios más para la primera temporada para un total de 17 episodios. En octubre de 2017, se ordenó 7 episodios más para la segunda temporada.

### Casting
El 29 de febrero de 2016, fue anunciado que Sofia Black-D'Elia interpretaría a Sabrina. Luego fue anunciado que Kaitlin Olson interpretaría a Mackenzie el 2 de marzo de 2016. Thomas Barbusca, Jack Stanton, y Carla Jiménez interpretarían a Chip Pemberton, Ben Pemberton, y Alba respectivamente el 18 de marzo de 2016. En mayo de 2016, se unió Susan Park para interpretar a Liz. El 2 de septiembre de 2017, se anunció que Michaela Watkins se unía a la segunda temporada como Trish.

## Recepción
The Mick recibió críticas mixtas de los críticos. En Rotten Tomatoes la primera temporada tiene una calificación de 58% basado en 26 reseñas, con una calificación promedio de 6.1 / 10, a pesar de mantener un índice de audiencia del 93%. El consenso crítico del sitio dice: "El considerable encanto de Kaitlin Olson no es suficiente para mantener el intermitentemente divertido de The Mick de caer presa en tramas convencionales y difíciles de raíz para los personajes." En Metacritic, tiene una puntuación de 50 sobre 100, basado en 27 reseñas, lo que indica "reseñas mixtas".

### Controversia
The Mick recibió una dura crítica de los conservativos por mostrar una escena de Ben usando una mordaza de bondage a pesar de sólo ser un niño. One million moms acusó a FOX de promover el abuso infantil y declaró: "La sexualización y la corrupción moral de estos niños es abuso infantil y la explotación infantil es lo peor. Ningún niño debe ser sometido a una mordaza de esclavitud, vestimenta cruzada y bromas sexuales."

### Índices de audiencia
| Temporada | Emisión (ET/PT)   | Episodios | Estreno                  | Estreno                    | Final              | Final                      | Temporada televisiva | Rank | Espectadores (en millones) |
| Temporada | Emisión (ET/PT)   | Episodios | Fecha                    | Espectadores (en millones) | Fecha              | Espectadores (en millones) | Temporada televisiva | Rank | Espectadores (en millones) |
| --------- | ----------------- | --------- | ------------------------ | -------------------------- | ------------------ | -------------------------- | -------------------- | ---- | -------------------------- |
| 1         | Martes 8:30 p. m. | 17        | 1 de enero de 2017       | 8.58                       | 2 de enero de 2017 | 1.89                       | 2016–17              | #114 | 4.12                       |
| 2         | Martes 9:00 p. m. | 20        | 26 de septiembre de 2017 | 2.67                       | 3 de abril de 2018 | 1.78                       | 2017–18              |      |                            |